# Acha aus Lydda
R. Acha aus Lydda war ein Amoräer der 4. Generation in Palästina (4. nachchristliches Jahrhundert), später in Tiberias, Schüler des Jose b. Chanina und des Tanchum bar Chijja, Lehrer des Huna b. Abin.
Er war ein anerkannter Halachist, genoss höhere Anerkennung jedoch auf dem Gebiet der Aggada.